# HŽ serija 1141
HŽ serija 1141 (izvorna numeracija JŽ 441, tvornička oznaka ASEA Rb1, nadimci Asea, Šveđanka) je električna lokomotiva Hrvatskih željeznica za sustav napajanja 25 kV 50 Hz. Lokomotive je između 1967. i 1969. za potrebe tadašnjih Jugoslavenskih željeznica gradila ujedinjena tvrtka ”Traktion-Union”, koju su činile švedska ASEA, švicarski Secheron i austrijski Elin-Union, a od 1968. proizvodnju je prema licenciji tvrtke ASEA preuzela zagrebačka tvornica “Rade Končar”, uz niz kooperanata iz redova jugoslavenske industrije.
Riječ je o univerzalnoj električnoj lokomotivi, namijenjenoj za vuču putničkih i teretnih vlakova. Lokomotive serije 441 prometovale su na željezničkim prugama na području cijele bivše Jugoslavije, osim Slovenije. Do 1987. godine izgrađeno je ukupno 285 vučnih jedinica u sedam različitih podserija te je serija JŽ 441 predstavljala najbrojniju seriju lokomotiva u posjedu Jugoslavenskih željeznica. Danas se, osim u inventarskom parku Hrvatskih željeznica, ova serija lokomotiva nalazi u posjedu željezničkih uprava država nastalih raspadom Jugoslavije – Bosne i Hercegovine, Srbije, Makedonije, ali i Rumunjske te Turske.

## Povijest

### Odluka o nabavi serije JŽ 441
Nakon dovršetka elektrifikacije željezničke pruge Zagreb – Rijeka, kao i niza pruga na području Slovenije istosmjernim sustavom napajanja naponom 3 kV, Jugoslavenske željeznice 1960-ih godina odlučile su nastaviti elektrifikaciju ostalih pruga tada najsuvremenijim sustavom električne vuče izmjeničnog napona 25 kV 50 Hz. Prva pruga koja je trebala biti opremljena novim sustavom napajanja bila je pruga Zagreb – Beograd, u to vrijeme najvažnija željeznička pruga na području bivše Jugoslavije. S obzirom na to da su do tada na mreži Jugoslavenskih željeznica korištene isključivo električne lokomotive građene za istosmjerni napon 3 kV, za potrebe vuče na novoelektrificiranim prugama bilo je nužno nabaviti nove lokomotive prilagođene izmjeničnom sustavu napajanja. Raspisan je natječaj na kojem je pobijedila udružena tvrtka “50 Hz Traktion-Union” s unaprijeđenom izvedbom prototipske električne lokomotive serije Rb, koju je švedska tvrtka ASEA 1962. godine izgradila za Švedske željeznice. Riječ je o četveroosovinskoj monofaznoj lokomotivi za izmjenični sustav napajanja 25 kV 50 Hz, snage 4000 kW i najveće vozne brzine 120 km/h. Lokomotive su univerzalne namjene, pogodne za vuču teških teretnih i brzih putničkih vlakova na brdskim i nizinskim prugama. Jugoslavenske željeznice su lokomotive izvedbe Rb odabrale prije svega iz razloga što su predstavnici domaće industrije bili u stanju proizvesti takav tip lokomotive na osnovi priložene licencne dokumentacije.
Zajednica Jugoslavenskih željeznica i “50 Hz Traktion-Union” zaključili su 11. lipnja 1966. godine ugovor o isporuci 95 električnih lokomotiva izvedbe Rb1, uz otkup licence za nastavak proizvodnje lokomotiva u pogonima jugoslavenske industrije. Međunarodnu udruženu tvrtku “Traktion-Union” činile su švedska ASEA kao nositelj licence i glavni dobavljač opreme, švicarski Secheron te austrijski Elin-Union Oerlikon. Pojedini sklopovi lokomotive sastavljani su u pogonima austrijske tvrtke Simmering-Graz-Pauker (SGP) u Grazu. U Beogradu su 24. lipnja 1968. godine Zajednica jugoslavenskih željeznica i domaća industrijska grupacija potpisale ugovor o isporuci 100 električnih lokomotiva za izmjenični sustav napajanja 25 kV 50 Hz, koje će biti građene prema licencnoj dokumentaciji tvrtke “Traktion-Union”. Na čelu grupacije, s najvećim udjelom u proizvodnji bio je zagrebački “Rade Končar”, dok su ostali sudionici bili “Energoinvest” iz Črnuča kod Ljubljane, “Đuro Đaković” iz Slavonskog Broda, Mašinska industrija Niš, “Minel ELVO” iz Beograda te zagrebački “Janko Gredelj”. Okretna postolja: SGP, Đuro Đaković, Elektroputere, Thyssen. MIN je radio glavni okvir i vrata, Minel je radio pantografe, EV ventile, mjenjače smjera, otpornike: kompenzacije, pomoćnog pogona i elektrodinamičke kočnice, sklopnike vuče i kondenzatorske stalke pp, krovne i provodne izolatore, rastavljače i kontrolere. MZT iz Skoplja je dostavljao kočnike i kočnu opremu po licenci Oerlikon. TŽV Gredelj je radio koš lokomotive, stolove i ormare u upravljačnici i ugrađivao zračnu opremu i kočnicu. Energoinvest je radio transformator i prigušnicu. Končar je radio rotirajuće strojeve, elektroormar i motorne stalke s ugradnjom električne opreme u lokomotivu i završno ispitivanje. Glavni prekidač je BBC kao i krovni transformator.

### Izvedbe

#### JŽ 441.0
Osnovna izvedba lokomotive serije JŽ 441 građena je za najveću voznu brzinu od 120 km/h i namijenjena za vuču svih vrsta vlakova. Ukupna masa lokomotiva iznosi 78 t, uz osovinsko opterećenje od 19,5 t po osovini. Prvih 39 jedinica izgradila je između 1967. i 1969. godine udružena tvrtka “Traktion Union” u pogonima SGP-a u Grazu. Lokomotive su službeno puštene u promet u srpnju 1969., nakon dovršetka elektrifikacije i uspostave električnog sustava vuče na prugama Zagreb – Beograd te Sarajevo – Ploče. Godine 1968. započela je proizvodnja u tvornici lokomotiva “Rade Končar” u Sesvetskom Kraljevcu, prema licencnoj dokumentaciji tvrtke ASEA, uz suradnju niza kooperanata iz redova jugoslavenske industrije. Prva električna lokomotiva proizvedena u Jugoslaviji brojčane oznake 441-040 isporučena je 30. siječnja 1970. zagrebačkom ŽTP-u. Iste godine proizvodnja električnih lokomotiva prebačena je na novu lokaciju na Fallerovom šetalištu u Zagrebu.
Do 1977. godine izgrađeno je ukupno 124 lokomotiva osnovne izvedbe 441.0, kojima su dodijeljene brojčane oznake 441 001-124. Najveći broj vučnih jedinica, ukupno 50, pripalo je ŽTP-u Sarajevo. U posjedu zagrebačkog ŽTP-a nalazile su se 44 lokomotive, ŽTP-u Beograd dodijeljeno je 25 lokomotiva, dok je ŽTP Skopje raspolagalo s 5 lokomotiva podserije 441.0. i nekoliko lokomotiva 441.7. 1987 godine u lokomotivu 441-019 ugrađen je uređaj za pokretanje lokomotiva s biračem napona koji je obavljao funkcije regulacije struje vučnih motora ovisno o faktoru adhezije na način da uređaj regulira struju u povoljnim uvjetima trenja kontinuirano do 600 A kada prelazi u hod stupanj po stupanj sve do maksimalne struje 1800 A. Ako se mogućnost klizanja povećava tada se uključuje električna kompenzacija s hodom birača stupanj po stupanj. Slijedeći krivulju adhezije u sljedećem stupnju sprečavanja klizanja zaustavlja se birač. Nešto prije nastanka klizanja uključuje se "pjeskarenje" a ako ni to ne pomogne uključuje se vraćanje birača sve dok se klizanje ne otkloni. Lokomotiva 441-019 u promet je puštena 1987. i za godinu da je pretrčala 240000 km bez kvara i promjene bandaža.

#### JŽ 441.3
Druga podserija lokomotive predstavlja unaprijeđenu izvedbu podserije 441.0 te je u vozni park uvrštena pod novom oznakom 441.3. Prvih 12 vučnih jedinica izgrađeno je između 1967. i 1969. godine u pogonima SGP-a u Grazu. Od toga je devet lokomotiva dodijeljeno ŽTP-u Sarajevo, dok su preostale tri lokomotive u posjedu ŽTP-a Beograd. Proizvodnja je nastavljena u pogonima “Rade Končara” u Zagrebu te je beogradskom ŽTP-u tijekom 1970. godine isporučeno dodatnih 14 vučnih jedinica. Lokomotive podserije 441.3 građene su za najveću voznu brzinu od 120 km/h te su za razliku od osnovne podserije dodatno opremljene elektrodinamičkom kočnicom kočne snage 1740 kW te mogućnošću rada u zaprezi. Masivnije su od osnovne izvedbe te njihova ukupna masa iznosi 82 t, uz osovinsko opterećenje od 20 t po osovini. Ukupno je izgrađeno 26 lokomotiva podserije 441.3, kojima su dodijeljene brojčane oznake 441 301-326. Lokomotiva 441-325 je 1988. godine došla u TŽV Gredelj na GP i rekonstrukciju. Rekonstrukcijom je lokomotiva postala prva robotizirana lokomotiva s funkcijom ispravljanja pogrešaka strojovođe, novi tip protuklizne zaštite u pet stupnjeva, s primjenom električne kompenzacije u pokretanju a ne kod vraćanja birača. Regulaciju brzine lokomotive i struje opterećenja vršilo se u ovisnosti o brutu vlaka i otporima pruge automatskim zauzimanjem položaja birača. Lokomotiva je 18. listopada 1989. bila na bruto probi. Povučena je iz prometa jer se nije dogovorilo oko plaćanja rekonstrukcije robotizacije i autorskih prava.

#### JŽ 441.4
Treća podserije lokomotive oznake 441.4 istovjetna je prethodnoj izvedbi 441.3, samo što je dodatno opremljena uređajem za podmazivanje vijenca bandaža. Lokomotive podserije 441.4 građene su za najveću voznu brzinu od 120 km/h, uz ukupnu masu 82 t i osovinsko opterećenje od 20 t po osovini. Jednako kao i podserija 441.3, opremljene su elektrodinamičkom kočnicom kočne snage 1740 kW te mogućnošću rada u zaprezi. Prve 24 vučne jedinice izgrađene su između 1967. i 1969. godine u pogonima SGP-a u Grazu. Od toga je 11 lokomotiva dodijeljeno ŽTP-u Sarajevo, dok je preostalih 13 vučnih jedinica u posjedu ŽTP-a Beograd. ŽTP Zagreb i „Rade Končar“ potpisali su 15. studenog 1985. godine ugovor o nabavi 10 lokomotiva podserije 441-400. Ukupna vrijednost ugovora iznosila je 20 milijardi tadašnjih jugoslavenskih dinara, a osim nabave diodnih lokomotiva, ugovorena je i isporuka 15 tiristorskih lokomotiva serije JŽ 442. Lokomotive su isporučene tijekom 1987. godine te se nakon njihove isporuke u posjedu ŽTP-a Zagreb nalazilo 129 vučnih jedinica serije JŽ 441. Ukupno su izgrađene 34 lokomotive podserije 441.4, kojima su dodijeljene brojčane oznake 441 401-434.

#### JŽ 441.5
Četvrta podserija lokomotive oznake 441.5 istovjetna je osnovnoj izvedbi 441.0, samo što je dodatno opremljena uređajem za podmazivanje vijenca bandaža. Lokomotive podserije 441.5 građene su za najveću voznu brzinu od 120 km/h, uz ukupnu masu 78 t i osovinsko opterećenje od 19,5 t po osovini. Za razliku od prethodnih izvedbi 441.3 i 441.4, podserija 441.5 nema ugrađenu elektrodinamičku kočnicu niti mogućnost rada u zaprezi. Prvih pet vučnih jedinica izgrađeno je između 1967. i 1968. godine u pogonima SGP-a u Grazu te su isporučene ŽTP-u Zagreb. Proizvodnja je nastavljena u pogonima “Rade Končara” u Zagrebu te je ostalim podružnicama Jugoslavenskih željeznica između 1975. i 1976. godine isporučeno dodatnih 27 vučnih jedinica. Od toga je 19 lokomotiva dodijeljeno ŽTP-u Beograd, sarajevski ŽTP raspolagao je sa 7 lokomotiva, a jedna vučna jedinica bila je u posjedu ŽTP-a Skopje. Ukupno su izgrađene 32 lokomotive podserije 441.5, kojima su dodijeljene brojčane oznake 441 501-532.

#### JŽ 441.6
Peta podserija lokomotive oznake 441.6 istovjetna je podseriji 441.5 te se razlikuje isključivo po prijenosnom omjeru, koji je omogućavao najveću voznu brzinu od 140 km/h. Lokomotive su razvijene u „Radi Končaru“ na osnovi iskustva prikupljenih iz licencne proizvodnje ranijih podserija. Krajem 1976. godine, prve četiri vučne jedinice podserije 441.6 isporučene su ŽTP-u Beograd. U prosincu iste godine rađena su brzinska ispitivanja nove podserije, gdje je na relaciji Tovarnik – Đeletovci postignuta brzina od 155 km/h. Proizvodnja je nastavljena 1980. te je do kraja 1981. godine beogradskom ŽTP-u isporučeno još deset lokomotiva. Izvorno je izgrađeno 14 lokomotiva podserije 441.6, kojima su dodijeljene brojčane oznake 441 601-614. Kasnije je na deset vučnih jedinica brojčanih oznaka 441 605-614 ugrađen sustav upravljanja koji je omogućavao vuču u zaprezi. Pregrađene lokomotive u vozni su park uvrštene kao zasebna podserija 441.7, uz nove brojčane oznake 441 701-710.

#### JŽ 441.7
Šesta podserija lokomotiva oznake 441.7 razvijena je u „Radi Končaru“ na osnovi izvedbe 441.6, samo što je dodatno osposobljena za vuču u zaprezi. Lokomotive podserije 441.7 građene su za najveću voznu brzinu od 140 km/h, uz ukupnu masu 82 t i osovinsko opterećenje od 20,5 t po osovini. Prvih deset vučnih jedinica podserije 441.7 nastalo je pregradnjom lokomotiva podserije 441.6 u posjedu ŽTP-a Beograd, tako što su osposobljene za vuču u zaprezi. Između 1981. i 1987. u pogonima „Rade Končara“ u Zagrebu proizvedeno je dodatnih 45 jedinica nove podserije 441.7, koje su prije svega bile namijenjene za vuču brzih putničkih vlakova. Od toga je prvih 35 lokomotiva dodijeljeno ŽTP-u Zagreb, beogradski ŽTP raspolagao je s 8 vučnih jedinica, dok su posljednje dvije isporučene lokomotive bile su u posjedu ŽTP-a Skopje. Ukupno se u voznom parku Jugoslavenskih željeznica nalazilo 55 lokomotiva podserije 441.7, kojima su dodijeljene brojčane oznake 441 701-755.

#### JŽ 441.8
Sedma podserija lokomotiva oznake 441.8 predstavlja posljednju izvorno građenu izvedbu lokomotive serije JŽ 441. Građene za najveću voznu brzinu od 140 km/h, uz ukupnu masu 82 t i osovinsko opterećenje od 20,5 t po osovini. Za razliku od izvedbe 441.7, lokomotive podserije 441.8 nemaju mogućnost vuče u zaprezi, ali su zato opremljene uređajem za podmazivanje vijenca bandaža te elektrodinamičkom kočnicom kočne snage 1740 kW. Godine 1985. deset vučnih jedinica isporučeno je ŽTP-u Sarajevo, gdje su pretežito korištene za vuču teških teretnih vlakova na brdskoj pruzi Sarajevo – Ploče. Ukupno se u voznom parku Jugoslavenskih željeznica nalazilo 10 lokomotiva podserije 441.8, kojima su dodijeljene brojčane oznake 441 801-810.

### U posjedu Hrvatskih željeznica
Hrvatske željeznice naslijedile su od bivšeg ŽTP-a Zagreb ukupno 92 lokomotive serije JŽ 441, kojima je dodijeljena brojčana oznaka HŽ 1141. Od toga su 42 lokomotive bile osnovne podserije 441.0 te su u vozni park uvrštene pod novim oznakama HŽ 1141 001-042. Lokomotiva brojčane oznake 1141 026 zaostala je u Beogradu te nikad nije vozila u službi Hrvatskih željeznica. U podseriju 1141.0 uvršteno je i pet lokomotiva izvedbe 441.5 u posjedu zagrebačkog ŽTP-a te su im dodijeljene oznake HŽ 1141 043-047. Lokomotiva brojčane oznake 1141 045 zaostala je u Bosni i Hercegovini te nikad nije vozila u službi Hrvatskih željeznica. Hrvatske željeznice također su preuzele i četiri lokomotive izvorno u posjedu ŽTP-a Sarajevo, koje su u vozni park uvrštene pod oznakama HŽ 1141 048-051. Deset vučnih jedinica podserije 441.4 u posjedu ŽTP-a Zagreb, kao i dvije lokomotive iste izvedbe u posjedu sarajevskog ŽTP-a, u vozni park HŽ-a uključene su kao izdvojena podserija, pod novim brojčanim oznakama HŽ 1141 101-112. Hrvatskim željeznicama također je pripalo i svih 35 vučnih jedinica podserije 441.7 u posjedu zagrebačkog ŽTP-a, kojima su dodijeljene oznake HŽ 1141 201-235.
Nakon uključivanja lokomotiva u posjedu ŽTP-a Sarajevo te odbijanja lokomotiva zaostalih u Srbiji i BiH, Hrvatske su željeznice izvorno raspolagale s ukupno 96 lokomotiva serije HŽ 1141 u tri različite podserije. Korištene su za vuču svih vrsta vlakova na željezničkim prugama elektrificiranim izmjeničnim sustavom napajanja na području cijele Hrvatske, uključujući i dionicu pruge od Čapljine do Ploča, koju je HŽ preuzeo od ŽTP-a Sarajevo. Lokomotiva brojčane oznake 1141 222 uništena je 21. srpnja 1995. u nesreći u Orlovcu na dionici pruge između Draganića i Karlovca. Godine 2001. jedna vučna jedinica podserije 1141.0, kao i dvije lokomotive podserije 1141.2 prodane su Makedonskim željeznicama te su nakon odrađene modernizacije i tiristorizacije u tvrtci „Končar“ isporučene kao nova serija MŽ 442. Nakon uspješno provedene tiristorizacije i modernizacije prvih 14 lokomotiva u podseriju 1141.3, uslijedit će smanjenje dijela flote lokomotiva serije HŽ 1141 koje su ostale u izvornom izdanju te je 2006. godine 19 neaktivnih vučnih jedinica osnovne podserije 1141.0 prodano rumunjskim željeznicama, u čiji su vozni park uvrštene kao serija CFR 040-EC.

#### Tiristorizacija i modernizacija u podseriju 1141.3
Sredinom 1990-ih godina tvrtka „Končar – Električne lokomotive d.d.“ izradila je tehničku studiju o mogućim poboljšanjima na seriji električnih lokomotiva HŽ 1141, kao i elaborat o isplativosti rekonstrukcije. Godine 1996. lokomotiva brojčane oznake 1141 039 upućena je na modernizaciju u pogone „Končara“ u Zagrebu. Zahvati modernizacije bili su usmjereni na povećanje pouzdanosti uz istodobno smanjenje troškova održavanja, čime je trebala biti ostvarena što veća iskoristivost električne lokomotive u svakodnevnoj eksploataciji. Projekt modernizacije i tiristorizacije dovršen je krajem 1996. godine te je nova lokomotiva 11. studenog iste godine prvi put prezentirana na zagrebačkom Glavnom kolodvoru. Prve probne vožnje obavljene su u veljači 1997. godine na pruzi Zagreb – Koprivnica. Nazivna brzina modernizirane lokomotive iznosila je 120 km/h, međutim ostavljena je mogućnost povećanja brzine na 140 odnosno 160 km/h ugradnjom odgovarajućih reduktora. Zbog ugradbe dopunske opreme, lokomotiva jest masivnija od osnovne izvedbe podserije 1141.0 te njena ukupna masa iznosi 80 t. Izvorno je bilo predviđeno da prototipska tiristorizirana lokomotiva otvara novu seriju brojčane oznake HŽ 1143 te je posljedično tome u početku bila numerirana kao 1143 001. Naposljetku je ipak odlučeno da se tiristorizirane lokomotive uvrste kao zasebna podserija postojeće serije HŽ 1141 te je lokomotiva u vozni park Hrvatskih željeznica uključena pod brojčanom oznakom 1141 301.
Nakon što se prototipska lokomotiva HŽ 1141 301 pokazala uspješnom u svakodnevnoj eksploataciji, program modernizacije je nastavljen te je 2001. godine 14 lokomotiva podserije 1141.2 upućeno u pogone „Končara“ na tiristorizaciju. U sklopu modernizacije u potpunosti je zamijenjen sustav upravljanja i regulacije glavnog elektromotornog pogona lokomotive. Postojeća visokonaponska sklopka i birač napona na osnovi diodnih ispravljača izbačeni su te zamijenjeni četirima poluupravljivim tiristorskim ispravljačima. Na taj je način ostvarena kontinuirana regulacija napona vučnih motora, kao i mogućnost pojedinačnog djelovanja na svaku dvomotornu grupu, što je rezultiralo bržom prilagodbom glavnog pogona na promjenu režima rada lokomotive te djelotvornom zaštitom od proklizavanja. Upravljanje elektromotornim pogonom na mikroprocesorskoj je osnovi te omogućava automatsko održavanje zadane vozne brzine, stalan nadzor mjernih i sigurnosnih sustava lokomotive kao i prilagodbu režima vuče ovisno o konfiguraciji pruge. Glavni transformator lokomotive modificiran je na način da ima stalni prijenosni omjer, dok su vučni motori i visokonaponska oprema zadržani u postojećem izdanju. U sklopu modernizacije, lokomotive su uz postojeću pneumatsku kočnicu dodatno opremljene elektrodinamičkom kočnicom ukupne kočne snage 1740 kW. Upravljački stolovi opremljeni su novim tipom glavnog kontrolera, dodatnim pomoćnim kontrolerom za manevriranje, kao i zaslonom koji prikazuje osnovne informacije o stanju lokomotive i radu sigurnosnih sustava. Novim lokomotivama dodijeljene su brojčane oznake 1141 376-390, ovisno o redoslijedu isporuke, koja je otpočela krajem veljače 2002. godine. Modernizacija je dovršena u ožujku 2003., kad je Hrvatskim željeznicama isporučena posljednja iz prve generacije tiristoriziranih lokomotiva serije HŽ 1141. Lokomotive brojčanih oznaka 1141 376-390 razlikovale su se od prototipske lokomotive 1141 301 po prijenosnom omjeru te je njihova najveća vozna brzina iznosila 140 km/h.

#### HŽ Vuča vlakova
Godine 2006., restrukturiranjem Hrvatskih željeznica i uspostavom HŽ Holdinga, lokomotive serije HŽ 1141 dolaze u posjed novoosnovanog društva HŽ Vuča vlakova d.o.o. Program tiristorizacije nastavljen je 2007. te su 26. rujna iste godine tadašnja HŽ Vuča vlakova i tvrtka „Končar – Električna vozila“ potpisale ugovor o popravku i modernizaciji deset električnih lokomotiva serije HŽ 1141. Na modernizaciju je upućeno šest vučnih jedinica osnovne izvedbe 1141.0, dok su preostale četiri lokomotive bile podserije 1141.1. Po uzoru na prethodnu generaciju tiristorskih lokomotiva, novim je lokomotivama dodijeljena podserija 1141.3 te su u vozni park uvrštene pod brojčanim oznakama 1141 302-311. Za razliku od lokomotiva oznaka 376-390, najveća vozna brzina tiristorskih lokomotiva druge generacije iznosila je 120 km/h. Modernizacija je dovršena u rujnu 2009., kad je HŽ Vuči vlakova isporučena posljednja tiristorizirana lokomotiva serije HŽ 1141.
Krajem 2009. godine u posjedu HŽ Vuče vlakova nalazilo se ukupno 70 aktivnih vučnih jedinica serije 1141, od toga je 26 lokomotiva bilo modernizirano i tiristorizirano u podseriju 1141.3. Nadalje, HŽ Vuča vlakova raspolagala je s ukupno 20 lokomotiva osnovne izvedbe 1141.0, sedam lokomotiva podserije 1141.1 te 22 vučne jedinice podserije 1141.2. Do kraja 2012. godine i ukinuća društva HŽ Vuča vlakova d.o.o., lokomotive serije 1141, neovisno o podseriji, korištene su za vuču svih vrsta vlakova na elektrificiranim prugama na području cijele Hrvatske.

#### HŽ Putnički prijevoz
Nakon ukinuća HŽ Vuče vlakova, tvrtka HŽ Putnički prijevoz preuzela je svih 26 lokomotiva podserije 1141.3, koje su od tada korištene isključivo za vuču putničkih i brzih vlakova. Izmjenom sustava električne vuče na dionici pruge između Moravica i Rijeke s dotadašnjeg istosmjernog napona od 3 kV na standardni izmjenični napon od 25 kV u prosincu 2012. godine, lokomotive serije 1141 također preuzimaju vuču na relaciji Zagreb – Rijeka, a od 2013. godine i na željezničkoj pruzi Rijeka – Šapjane.
Tijekom 2016. godine veliki broj tiristoriziranih lokomotiva prve generacije privremeno je povučen iz aktivne službe te je u listopadu iste godine osam najstarijih vučnih jedinica brojčanih oznaka 1141 376-383 ponuđeno na prodaju, zajedno s neaktivnim lokomotivama serije HŽ 2044. Dio prethodno otpisanih lokomotiva ipak će ostati u službi HŽ Putničkog prijevoza, jer je godinu dana kasnije, početkom listopada 2017., s tvrtkom „Končar – Električna vozila“ potpisan ugovor o srednjem popravku pet električnih lokomotiva podserije 1141.3. Do rujna 2018. isporučeno je svih pet obnovljenih lokomotiva brojčanih oznaka 1141 385-390, na kojima je po prvi put primijenjeno novo službeno bojanje u skladu s važećim vizualnim identitetom HŽ Putničkog prijevoza. U listopadu iste godine pet neaktivnih vučnih jedinica podserije 1141.3, na kojima nije odrađen popravak, ponovno je ponuđeno na prodaju.

#### HŽ Cargo
Tvrtka HŽ Cargo preuzela je preostale 44 vučne jedinice podserija 1141.0, 1141.1 te 1141.2, koje su od tada korištene isključivo za vuču teretnih vlakova. U drugoj polovici 2013. godine flota električnih lokomotiva HŽ Carga bila je desetkovana, u prometu je preostalo svega 17 vučnih jedinica, dok su preostale lokomotive privremeno povučene iz službe zbog izostanka isporuke rezervnih dijelova potrebnih za održavanje lokomotiva. Ipak, u sljedećih godinu dana stanje se popravilo te je do kraja srpnja 2014. preuzeto pet lokomotiva serije 1141 moderniziranih i obnovljenih u radionici TŽV Gredelj u Zagrebu. Program održavanja lokomotiva je nastavljen te je u rujnu 2016. otvoreno javno nadmetanje za popravak i modernizaciju električnih lokomotiva. Krajem travnja 2017. godine HŽ Cargo i tvrtka “Končar – Električna vozila” potpisale su ugovor o popravku i modernizaciji sedam lokomotiva serije 1141.
Tri lokomotive podserije 1141.0 te dvije vučne jedinice podserije 1141.2 upućene su u “Končar” na veliki popravak, u sklopu kojeg su opremljene sustavom upravljanja koji je omogućavao vožnju u zaprezi kao i digitalnim nadzorom sigurnosnih sustava lokomotive. Upravljačnice su obnovljene te opremljene novim LCD zaslonima. Na obnovljenim lokomotivama prvi je put primijenjeno novo službeno bojanje u skladu s važećim vizualnim identitetom HŽ Carga. Osim pet temeljito moderniziranih lokomotiva, na dvije vučne jedinice podserije 1141.0 odrađen je uobičajeni srednji popravak u pogonima Tehničkih servisa željezničkih vozila (TSŽV) u Zagrebu, uključujući promjenu sheme bojanja, ali bez primjene novih tehnoloških rješenja. Do kraja 2017. HŽ Cargu isporučeno je pet obnovljenih lokomotiva serije 1141, dok preostale dvije jedinice slijede u prvoj polovici 2018. godine.

## Vanjski izgled lokomotiva
Lokomotive serije 1141 tijekom više od pet desetljeća službe te niza pregradbi i promjena vlasnika doživjele su brojne promjene vanjskog izgleda. Izvorno su sve lokomotive serije JŽ 441 isporučene u neznatno izmijenjenoj inačici standardnog bojanja Švedskih željeznica s početka 1960-ih godina, koje je preuzeto s prototipskih lokomotiva serije Rb. Sanduk lokomotive narančaste je boje, dok je krov obojan u srebrno. Sredinom sanduka te njegovim gornjim i donjim rubom prolaze bijele ukrasne trake s plavim obrubom. Središnja ukrasna traka dodatno je proširena na bočnim stranama sanduka, dok se na njegovom čelu spaja u prepoznatljivi oblik tzv. brkova. Unutar proširenog dijela središnje ukrasne trake plavom je bojom otisnut natpis „Jugoslavenske željeznice“, u latiničnom ili ćiriličnom pismu, ovisno o tome u čijem se posjedu nalazila lokomotiva. Osnovni okvir lokomotive obojan je u plavo, dok su postolja i odbojnici crne boje. Brojčane oznake lokomotive smještene su iznad odbojnika u gornjem lijevom i desnom kutu čeonog dijela osnovnog okvira.
Nakon osnutka Hrvatskih željeznica određena su nova službena bojanja pojedinih serija vučnih vozila. Za električne lokomotive serije HŽ 1141 utvrđeno je novo rješenje gdje je gornji dio sanduka obojan u sivo, donji dio sanduka u svjetloplavo, a krov u tamnoplavo. Uz donji rub sanduka prolazi dodatne ukrasna traka tamnoplave boje. Osnovni okvir lokomotive sive je boje, dok su postolja i odbojnici obojani u crno. Unatoč tome što je uvedeno novo službeno bojanje, jedan je dio lokomotiva u sklopu redovitih popravaka i dalje obojan u izvorno narančasto rješenje, uz primjenu tek nekoliko neznatnih izmjena. Slikovni znak JŽ-a zamijenjen je logotipom Hrvatskih željeznica, a brojčana oznaka na čelu lokomotive uvećana je i pomaknuta na sredinu. Natpisi „Jugoslavenske željeznice“ na bočnim stranama sanduka uklonjeni su i zamijenjeni rednim brojem lokomotive. Potkraj 1990-ih godina veći je dio lokomotiva prometovao još u starom narančastom bojanju s novim HŽ-ovim oznakama, da bi s vremenom novo rješenje postupno ipak bilo primijenjeno na sve aktivne lokomotive serije HŽ 1141, koje nisu bile predviđene za modernizaciju i tiristorizaciju.
Za tiristorizirane lokomotive podserije 1141.3 uvedeno je novo službeno bojanje u kojem se po prvi put pojavljuju sve tri osnovne boje hrvatske trobojnice. Tamnoplavo bojanje krova i sivo obojani gornji dio sanduka preuzeti su iz standardnog rješenja, dok se u donjem dijelu sanduka izmijenjuju plava boja, koja zauzima veći dio površine na boku lokomotive, te tamnocrvena boja, koja prevladava na njenom čelu. Umjesto dotadašnjeg sive bojanja, osnovni okvir lokomotive bit će obojan u tamnoplavo, a odbojnici i okretna postolja i dalje su crne boje. Na sredini bočnih strana sanduka lokomotive bijelim je slovima otisnut natpis „Hrvatske željeznice“. Nova inačica službenog bojanja prvi je put primijenjena 1996. godine na prototipskoj tiristoriziranoj lokomotivi brojčanih oznaka 1141 301. Prva generacija tiristoriziranih lokomotiva podserije, isporučena između 2002. i 2003. godine također će biti obojana u novo rješenje, dok je za lokomotive drugih podserija i dalje na snazi ostalo standardno službeno bojanje iz sredine 1990-ih godina.
Za drugu generaciju tiristoriziranih lokomotiva podserije 1141.3, tadašnja HŽ Vuča vlakova godine uvodi novo službeno bojanje. Kao osnova su preuzete osnovne boje hrvatske trobojnice, koje primjenu nalaze i u prve generacije lokomotiva podserije 1141.3, samo što će u novom rješenju biti drugačije raspoređene. Krov i čeoni dio sanduka obojani su u crveno, dok je bočna strana sanduka raščlanjena u po dva crvena i siva polja, koja okružuju jedno centralno smješteno plavo polje u obliku trapeza. Unutar sivih površina smješteno je po pet crvenih ukrasnih polja u obliku paralelograma, koji svojim naizmjeničnim razmještajem podsjećaju na strukturu polja hrvatskog grba. Na čeonom dijelu sanduka nalaze se sa svake strane po tri ukrasna polja sive boje u obliku paralelograma, položajem i veličinom usklađena sa strukturom na bočnim stranama sanduka. U sredini plavog polja na boku lokomotive bijelim je slovima otisnut slikovni znak Hrvatskih željeznica uz dodatak natpisa „HŽ Vuča vlakova“. Osnovni okvir lokomotive tamnosive je boje, dok su okretna postolja i odbojnici obojani u crno. Nova inačica službenog bojanja koju je uvela HŽ Vuča vlakova primijenjena je na svih 10 tiristoriziranih lokomotiva druge generacije, koje su isporučene između 2008. i 2009. godine.
Na lokomotivama serije 1141 u posjedu HŽ Carga u početku se i dalje primijenjivalo standardno bojanje iz sredine 1990-ih godina, uz dodatak natpisa „HŽ Cargo“ umjesto do tada uobičajenog „HŽ Vuča vlakova“. Stupanjem na snagu novog, sveobuhvatnog vizualnog identiteta HŽ Carga 2017. godine, uvedena su nova službena bojanja lokomotiva, koja se zasnivaju na motivu hrvatske trobojnice. Krov i gornji dio sanduka lokomotive obojani su u crvenu boju, donji dio sanduka i osnovni okvir plave su boje, dok su okretna postolja i odbojnici crni. Sredinom sanduka prolazi trodjelna ukrasna traka bijele boje, koja se na čelu lokomotive proširuje na način da zauzima čitavu donju polovicu sanduka. Na sredini bočnog dijela sanduka, kao i na njegovom čelu, crvenom je bojom otisnut slikovni znak Hrvatskih željeznica uz dodatak natpisa „HŽ Cargo“. Do sada je novo službeno bojanje primijenjeno na sedam obnovljenih lokomotive serije 1141, koje su isporučene krajem 2017. i u prvoj polovici 2018. godine.
Lokomotive serije 1141 u posjedu HŽ Putničkog prijevoza u početku su zadržale službena bojanja Hrvatskih željeznica, odnosno HŽ Vuče vlakova te su prvu značajnu promjenu vanjskog izgleda doživjele tijekom 2018. godine. Na lokomotivi brojčane oznake 1141 385 odrađen je srednji popravak i modernizacija te je tom prilikom po prvi put primijenjeno novo rješenje bojanja oplate, u skladu osnovnim elementima vizualnog identiteta HŽ Putničkog prijevoza iz travnja 2015. U novom službenom bojanju, koje se primjenjuje isključivo za električne lokomotive serije 1141, sanduk i krov obojani su u plavu boju, dok su okvir, postolja i odbojnici crni. Na čelu lokomotive slikovni je znak Hrvatskih željeznica zamijenjen tekstualnim logotipom HŽPP, a na sredini bočnih strana sanduka bijelom je bojom otisnut natpis „HŽ Putnički prijevoz“. Duž sanduka prolazi niz bijelih ukrasnih traka s kružnim završecima, preuzetim iz slikovnog znaka HŽ Putničkog prijevoza. Kućište za reflektore crne je boje, jednako kao i obrub čeonih prozora. Do listopada 2018. godine, nova inačica službenog bojanja primijenjena je na šest obnovljenih lokomotiva podserije 1141.3.
- Lokomotive serije 1141 u posjedu Hrvatskih željeznica
- Lokomotiva osnovne podserije HŽ 1141 230 u izvornom narančastom bojanju s oznakama Hrvatskih željeznica
- Lokomotiva osnovne podserije HŽ 1141 031 u standardnom bojanju Hrvatskih željeznica
- Tiristorizirana lokomotiva prve generacije HŽ 1141 384 u izvornom bojanju
- Tiristorizirana lokomotiva druge generacije HŽ 1141 310 u bojanju HŽ Vuče vlakova
- Lokomotiva osnovne podserije HŽ 1141 001 u novom bojanju HŽ Carga
- Tiristorizirana lokomotiva prve generacije HŽ 1141 386 u novom bojanju HŽPP

- Lokomotive serije 441 u posjedu ostalih željezničkih poduzeća
- Lokomotiva ŽS 441-751 u izvornom bojanju s oznakama Željeznica Srbije
- Lokomotiva ŽS 441-752 u standardnom crvenom bojanju Željeznica Srbije
- Modernizirana lokomotiva SV 441-701 u novom bojanju srbijanskog državnog putničkog prijevoznika „Srbija Voz“
- Lokomotiva ŽRS 441-521 u izvornom narančastom bojanju s oznakama Željeznica Republike Srpske
- Lokomotiva ŽFBH 441-047 u izvornom bojanju s oznakama Željeznica Federacije Bosne i Hercegovine
- Tiristorizirana lokomotiva ŽFBH 441-903 u novom bojanju Željeznica Federacije Bosne i Hercegovine
- Lokomotiva E 52504 Turskih državnih željeznica, na stanici "Sirkeci" u Istanbulu, 2006.
- CFR 460-051 Rumunjskih željeznica
- CFR 46 Rumunjskih željeznica, nakon modernizacije
- Tijekom rata u BiH uništena lokomotiva JŽ 441, 1996.
- MŽ 441 u Skoplju, 2010.
- (ex JŽ) 441 u vlasništvu termoelektrane "Nikola Tesla", Obrenovac, 2014.

## Stanje i razmještaj
Trenutno se u inventarskom parku HŽ Carga nalazi 20 lokomotiva podserije 1141.0, sedam lokomotiva podserije 1141.1. te 17 lokomotiva podserije 1141.2, koje se sve koriste za vuču teretnih vlakova na elektrificiranim prugama na području cijele Hrvatske. Od ukupno 44 vučne jedinice serije 1141 u posjedu HŽ Carga, 32 su u voznom stanju, dok je preostalih 12 neaktivno te čeka na odluku o popravku ili prodaji.
U inventarskom parku HŽ Putničkog prijevoza nalazi se ukupno 26 lokomotiva podserije 1141.3, koje se sve nalaze u posjedu regionalne jedinice HŽ PP Zagreb. Od toga je 17 vučnih jedinica u voznom stanju te se koriste za vuču putničkih i brzih vlakova na području cijele Hrvatske. Devet vučnih jedinica serije 1141 u posjedu HŽ Putničkog prijevoza privremeno je neaktivno, od toga je pet lokomotiva ponuđeno na prodaju, dok preostale četiri jedinice čekaju na odluku o popravku ili prodaji.